# バニシング・スプレー

2014 FIFAワールドカップ、スイス対エクアドル戦におけるエクアドルのフリーキック。バニシング・スプレーによるマーキングが確認できる。

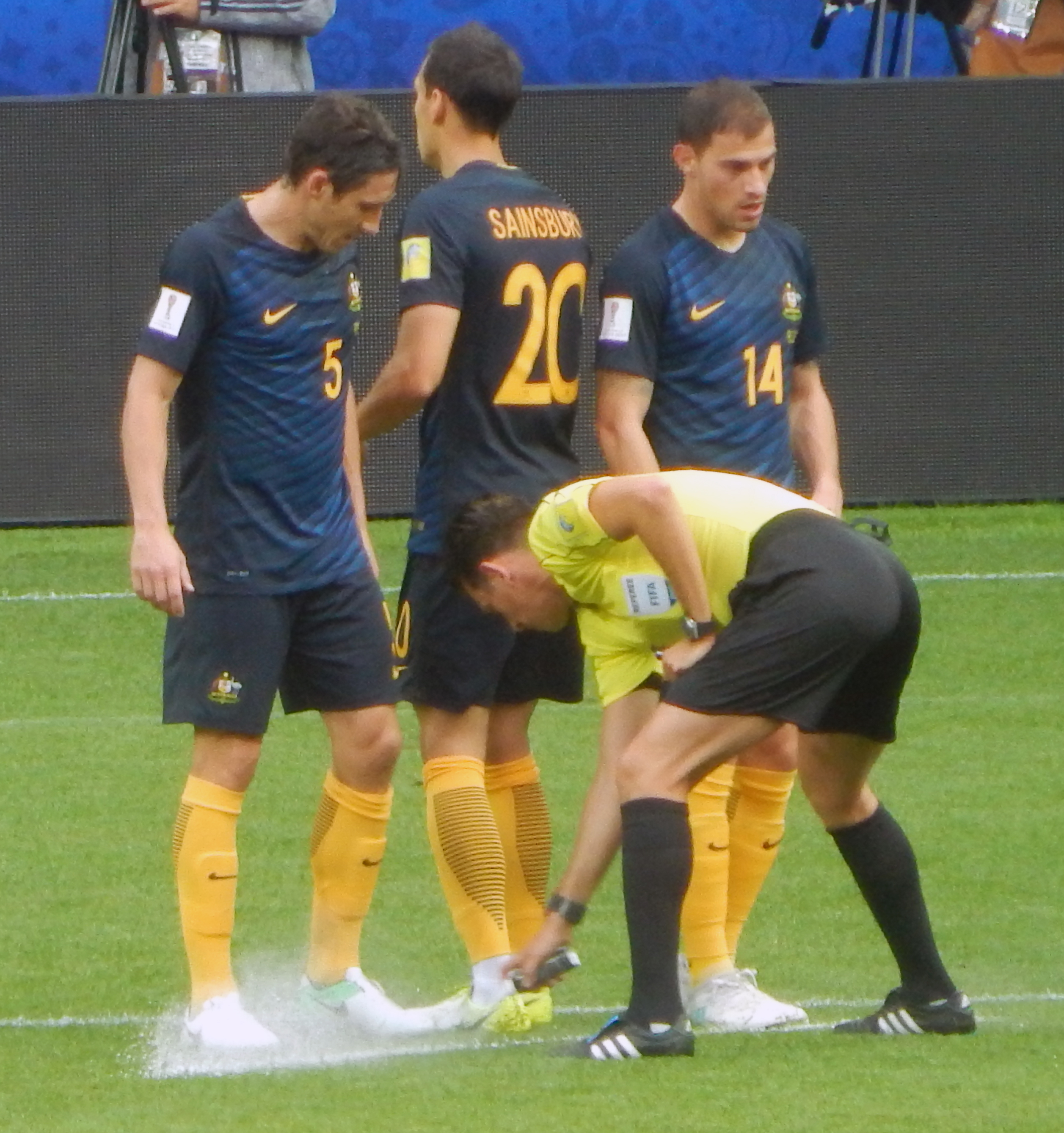
サッカーでのフリーキックの際にバニシング・スプレーで線を描いて守備側の選手にディフェンスラインを示す主審

バニシング・スプレー（Vanishing spray）とは、スポーツ、特にサッカーの試合において、主審が一時的なマーカーとしてフィールドに噴霧するスプレーである。
名称は直訳で「消えるスプレー」の意味。「バニシング・フォーム（Vanishing foam）」=「消える泡」という呼称もある。

## 概要
その使用は競技規則に定められているわけではなく、各国のリーグや大会の判断により採用が決められる。このスプレーを使用すると、白い泡が噴霧されてフィールド上に線を描くことができる。この泡による線は気象条件により多少前後するものの、おおよそ1分から数分程度で完全に消えてしまうため、後のプレーに影響を与えることはない。
主な使用目的は、得点の可能性が高いゴール前のフリーキックにおける攻撃側と守備側の距離の確保である。ルール上、守備側はフリーキックが行なわれるスポットから最低10ヤード（約9.15メートル）は離れなければならない。主審はボールのスポットと、そこから10ヤード離れたラインをバニシング・スプレーを使ってマーキングし、選手をそのマークの位置に従わせてからフリーキックの笛を吹く。これにより、攻撃側がよりゴールに近い位置にボールを置くことや、守備側の壁がルールを破ってキッカーに近づくことを防止し、無駄な遅延行為を減らすことができる。
主審は試合中、スプレー缶を腰のホルスターにつけて携帯する。バニシング・スプレーを使用するか否かは主審の裁量に委ねられており、ゴールから遠い位置でのフリーキックや、クイックリスタートが行なわれる場合は通常使用されない。

## 化学的組成
スプレー内の液体は水（約80%）とブタン（約20%）を主成分とし、そこに界面活性剤やその他の成分が約1 - 2%加わっている。スプレーを押すと圧力の変化により膨張したブタンが小滴を形成し、それが水に包まれて泡となり地面に発射される。最終的にブタンは蒸発し、水と界面活性剤だけが残って泡は消滅する。アメリカ合衆国での特許を参照できる。

## 歴史
バニシング・スプレーの最初のバージョンは、1980年代に、ボビー・チャールトンとフットボール・アソシエーション（FA）審判員のNeil Midgelyが所属するイングランドの会社が開発した。だがFAはこのアイデアを拒絶し、実地実験すら行なうことがなかった。また、アディダスの英国オフィスに行なった商品開発のアプローチも拒否された。
プロレベルの大会で初めてバニシング・スプレーが使用されたのは、2000年にブラジルで開催されたコパ・ジョアン・アヴェランジェにおいてである。商用目的で初めて成功を収めたのは、2002年にアルゼンチンの起業家パブロ・シルバが開発した「9-15」という名前の製品であり、このシルバがバニシング・スプレーの正式な発明者とされる。ただし同様のスプレーの特許は、2002年10月29日にブラジルの発明家、Heine Allemagneが取得してもいる。
「9-15」の登場以降、バニシング・スプレーは南米を中心に様々なサッカーの大会や国際試合に採用されることになった。初めて代表チームによる国際Aマッチに採用されたのは、アルゼンチンで開催されたコパ・アメリカ2011である。さらにトルコで開催された2013 FIFA U-20ワールドカップ、マルタで開催されたUEFA U-17欧州選手権2014と、ヨーロッパで行なわれる若年代の大会にも次々採用され、遂に2014 FIFAワールドカップにおいて、「9-15」の最新型製品が正式採用された。
2014年6月12日のFIFAワールドカップ開幕戦、ブラジル対クロアチアにおいて、西村雄一主審によってワールドカップの舞台で初めてバニシング・スプレーが使用された。南米では既に大きく普及し、FIFA主催の大会でも試験採用されていたとはいえ、多くの国の人々にとってバニシング・スプレーは非常に目新しいものであり、国際的に大きな話題を呼んだ。
日本においては2014年のヤマザキナビスコカップ決勝にて試験的に採用された後、翌2015年よりJリーグ公式戦およびヤマザキナビスコカップなど主要試合にて本採用されることとなった。なおJ3リーグ公式戦は対象外としている。しかしモルテンが提供しているスプレーの一部製品に液漏れが発生していることから同年10月以降のリーグ戦での使用は中止していた。2017年よりJ3リーグも含めて使用が再開される事となったが、製品はクイックレスポンス社の「FKマジックライン」となる。